# سأخبر العالم (فلم 1934)
سأخبر العالم (بالإنجليزية: I'll Tell the World) هو فيلم أبيض وأسود كوميدي أمريكي صدر عام 1934 من إخراج إدوارد سيدغويك وكتبه رالف سبينس وديل فان إيفري من بطولة لي تريسي، غلوريا ستيوارت، روجر بريور، أونسلو ستيفنز ، أليك بي فرانسيس وويلارد روبرتسون، تم إصدار الفيلم في 21 أبريل 1934 بواسطة يونيفرسال بيكتشرز.

## فريق التمثيل
- لي تريسي في دور ستانلي براون
- جلوريا ستيوارت في دور جين هاميلتون
- روجر بريور في دور ويليام س. بريجز
- أونسلو ستيفنز في دور برينس مايكل
- أليك ب. فرانسيس في دور الدوق الأكبر فرديناند
- ويلارد روبرتسون في دور هاردويك
- لورانس جرانت في دور الكونت سترومسكي
- ليون أميس في دور سبود مارشال
- فيلهلم فون برينكن في دور جوزيف
- كريج رينولدز في دور طيار
- هيرمان بينج في دور أدولف
- دوروثي جرانجر في دور صديقة براون